# Tetrastemma tutus
Tetrastemma tutus är en djurart som tillhör fylumet slemmaskar, och som först beskrevs av Monastero 1930.  Tetrastemma tutus ingår i släktet Tetrastemma och familjen Tetrastemmatidae. Inga underarter finns listade i Catalogue of Life.